# Nemesia macrocarpa
Nemesia macrocarpa är en flenörtsväxtart som först beskrevs av William Aiton, och fick sitt nu gällande namn av George Claridge Druce. Nemesia macrocarpa ingår i släktet nemesior, och familjen flenörtsväxter. Inga underarter finns listade i Catalogue of Life.